# Kašava
Kašava är en ort i Tjeckien.   Den ligger i regionen Zlín, i den östra delen av landet, 260 km öster om huvudstaden Prag. Kašava ligger 330 meter över havet och antalet invånare är 886.
Terrängen runt Kašava är kuperad norrut, men söderut är den platt. Runt Kašava är det ganska tätbefolkat, med 149 invånare per kvadratkilometer. Närmaste större samhälle är Zlín, 11,3 km sydväst om Kašava. I omgivningarna runt Kašava växer i huvudsak blandskog.